# Каде де Во, Антуан
Антуан Алексис Каде-де-Во (фр. Antoine Cadet de Vaux; 1743—1828) — французский химик, занимался также сельским хозяйством.

Лактометр

Первоначально был аптекарем, затем жил в своём имении, где занялся опытами, направленными на усовершенствование сельскохозяйственной и фабричной промышленности. Каде предлагал стирать белье с помощью пара, акклиматизировать кофейное дерево и табак, подрезать ветви плодовых деревьев для того, чтобы они, не истощаясь, приносили более многочисленные и более крупные плоды. Он же изобрёл лактометр.
В 1777 г. был среди основателей ежедневной газеты «Journal de Paris». В 1791 и 1792 Каде был президентом департамента Сены и Уазы. Ещё во время республики был назначен инспектором полиции благосостояния в Париже. Бонапарт, когда он был первым консулом, сделал Каде инспектором госпиталя Валь де Грас.
С 1803 был одним из главных редакторов «Journal d'économie rurale et domestiquer» и «Cours complet d’agriculture pratique». Важнейшие его работы: «Observations sur les fosses d’aisance» (П., 1778); «Avis sur les moyens de diminuer l’insalubrité des habitations après les inondations» (П., 1784, 2 изд., 1802); «Mémoire sur la gélatine des os et son application à réconomie alimentaire» (Пар., 1803).